# Валли, Вирджиния
Вирджиния Валли (англ. Virginia Valli; 10 июня 1898 — 24 сентября 1968) — американская актриса театра и кино. Её кино-карьера началась в эпоху немого кино и продолжалась до появления первых звуковых фильмов в 1930-х годах.

## Биография
Родилась Вирджиния МакСвини в Чикаго, штат Иллинойс, начала выступать на сцене репертуарного театра в Милуоки. С 1916 года появилась в нескольких фильмах студии Essanay Studios в её родном городе Чикаго.
Валли продолжали появляться в фильмах на протяжении 1920-х годов. Она стала звездой студии Universal Studios к середине 1920-х годов. В 1924 году она сыграла главную женскую роль в фильме Кинга Видора «Дикие апельсины». Она также появилась в романтической комедии «Every Woman’s Life». Большую часть ролей в кино она исполнила с 1924 по 1927 год, в том числе в дебютном фильме Альфреда Хичкока «Сад наслаждений» (1925), в «Paid To Love» (1927), с Уильямом Пауэллом, и фильме «Вечерние одежды» (1927), в котором снялся Адольф Менжу. В 1925 Валли снялась в фильме «The Man Who Found Himsel» с Томасом Мейханом. Производство было принято на Лонг-Айленде, Нью-Йорк студии.
Её первая звуковая картина была «Остров погибших кораблей» (1929), но потом карьера пошла на спад из-за снижения популярности. Не найдя студию, которая согласилась бы с ней сотрудничать, она прекратила сниматься в 1931 году после фильма «Night Life in Reno».
Валли впервые вышла замуж за Джорджа Ламсона, они проживали в небольшом доме в Голливуде, в непосредственной близости от Hollywood Hotel.
В 1931 году она вышла замуж за актёра Чарльза Фаррелла, с которым оставалась в браке до её смерти. Они переехали в Палм-Спрингс, где она занималась общественной деятельностью в течение многих лет.
Она перенесла инсульт в 1966 году, и умерла два года спустя, в возрасте 70, в Палм-Спрингс, штат Калифорния, похоронена на кладбище Welwood Murray Cemetery.

## Избранная фильмография
- 1921 — Сентиментальный Томми
- 1923 — Шок
- 1924 — Дикие апельсины
- 1925 — Леди, которая лгала
- 1925 — Сад наслаждений
- 1927 — Вечерние одежды
- 1927 — Ист-Сайд, Вест-Сайд
- 1929 — Остров погибших кораблей